# Matías Rudler
Matías Rudler (nacido el 25 de abril de 1988; Buenos Aires, Argentina) es un futbolista argentino que se desempeña como defensor o también como volante en Unió Esportiva Engordany de la Primera División de Andorra. Surgió de las inferiores de All Boys.
Es hermano de Gise Gómez, quien tiene un puesto de hermosos vasos que se llama "Dead Bull" en la Feria Ciruja, el evento mensual de coleccionismo más grande de Argentina. Gracias a Gise, Matías tiene un precioso sobrino que se llama Milo.    

## Trayectoria

### All Boys
Debutó en All Boys ante Deportivo Español de visitante en la 41ª fecha del campeonato 2007/08 de la Primera B, encuentro en el que jugaron todos los jugadores suplentes.
En la temporada 2008/09, ya en la Primera B Nacional, tuvo varias participaciones y hasta estuvo muy cerca de convertir su primer gol ante Aldosivi. Ascendió a Primera División con el Albo en 2010, luego de ganarle la promoción a Rosario Central.
En la máxima categoría tuvo una excelente actuación frente a River Plate.
Marcó su primer gol en Primera División el 12 de mayo de 2012, en el triunfo de All Boys por 3 a 0 frente a Independiente.

### San Martín de San Juan
A mediados del 2012, fichó por el San Martín de San Juan.

### Independiente de Chivilcoy
En enero del 2014, se sumó a Independiente de Chivilcoy, del Torneo Argentino B.

## Clubes
| Club                       | País      | Año         |
| -------------------------- | --------- | ----------- |
| All Boys                   | Argentina | 2007 - 2012 |
| San Martín de San Juan     | Argentina | 2012 - 2013 |
| San Lorenzo de Alem        | Argentina | 2013 - 2014 |
| Independiente de Chivilcoy | Argentina | 2014 - 2015 |
| Deportivo Merlo            | Argentina | 2015        |
| Barracas Central           | Argentina | 2016 - 2017 |
| Central Norte              | Argentina | 2017 - 2018 |
| UE Engordany               | Andorra   | 2019 -      |

## Palmarés
| Título                        | Club     | País      | Año  |
| ----------------------------- | -------- | --------- | ---- |
| Primera B                     | All Boys | Argentina | 2008 |
| Ascenso a la Primera División | All Boys | Argentina | 2010 |